# João de Eça, Alcaide-Mor de Soure
João de Eça (? - d. 1541) também chamado João de Sá foi um militar português do século XVI.

## Biografia
D. João de Eça era filho bastardo de D. Pedro de Eça e de mulher desconhecida.
Foi Fidalgo da Casa Real e Alcaide-Mor de Soure, etc.
Em 1512 passou à Índia, onde serviu com distinção, acompanhando Afonso de Albuquerque na Tomada do Castelo de Benastarim e no assalto da cidade de Adem. Em 1515 era Capitão Governador de Goa.
A 5 de Maio de 1514 houve Mandado de D. João de Eça, Capitão e Governador de Goa, para o Feitor da mesma cidade pagar aos Capitães nele conteúdos 2 pardaus em dinheiro e 1 fardo de arroz a cada um.
A 27 de Junho de 1514 houve Provisão de D. Manuel I de Portugal para o Almoxarife da vintena de Lisboa dar a D. João de Eça, Fidalgo da sua Casa, 20.000 reais de sua tença.
A 16 de Janeiro de 1515 houve Mandado de D. João de Eça, Capitão e Governador de Goa, para o Feitor Francisco Corvinel pagar a Bamogim, Calogim e Camologim, Capitães Gentios, o mantimento do mês de Dezembro.
A 10 de Maio de 1516 houve Mandado de D. João de Eça, Capitão e Governador de Goa, para Francisco Corvinel, Feitor, dar uma peça de damasco de 8 pardaus ao Padre Vigário para dar ao Capitão dos Portugueses que andava em Balagate.
Voltou ao Reino onde, a 5 de Agosto de 1529, houve Provisão para o Almoxarife de Alenquer dar a D. João de Eça 20.000 reais de sua tença, mas, em 1535, acompanhou o Vice-Rei D. Garcia de Noronha à Índia, onde serviu até 1541.
Casou com Mécia Mercejana, sem geração.